# サカク文化
サカク文化（サカクぶんか、英: Saqqaq culture）はグリーンランドにおけるパレオ・エスキモーの古代文化。グリーンランド西部の町、サカクにちなんでいる。
紀元前2500年頃から紀元前800年頃にかけて、主にグリーンランドの南部で繁栄した。時期的には紀元前2400年頃から紀元前300年頃に栄えた北グリーンランドのインディペンデンスI文化と重なっている。石器を用いた狩猟文化であり、アザラシなどを狩っていた。サカク文化の消滅後に前期ドーセット文化が生じている。

## 遺骨の遺伝子
2014年8月にScienceに発表された遺伝学的研究では、グリーンランドのQeqertasussukの、紀元前3000年と紀元前1900年の6人のサカク文化人の遺体を調査した。抽出されたmtDNAの5つのサンプルは、ハプログループD2a1（4つのサンプル）とD2aに属していた。これらのハプログループはドーセット文化人でも優勢であり、今日、サカク文化が比較的密接に関連しているシベリアユピックとアレウト族の間で高頻度に見られる。このことは、サカク文化人の祖先が紀元前4000年頃に明確な移動をもってシベリアから北アメリカに入り、その後は他の北アメリカの集団からほとんど遺伝的に隔離されたままであることを示唆する。